# ディーセン・アム・アンマーゼー
ディーセン・アム・アンマーゼー (ドイツ語: Dießen am Ammersee) は、ドイツ連邦共和国バイエルン州オーバーバイエルン行政管区のランツベルク・アム・レヒ郡に属す市場町で、アンマー湖南西岸に位置する。

## 地理
ディーセンはバイエルン、アンマー湖沿いのアルプス前山地方に位置する。ミュンヘンから南西約40kmにあたる。
ディーセン地区自体はアンマー湖の堤防からアウグスティノ会修道院までである。西はザンクト・ゲオルゲンの集落と境を接している。さらに数km西の丘陵地に、かつては独立した自治体で現在はこの町の地区に編入されているデッテンシュヴァング、デッテンホーフェン、オーバーミュールハウゼンがある。アンマー湖沿岸には、かつての自治体リーデンに属した集落や小集落が点在する。リーデラウ、ビーアドルフ、ザンクト・アルバンがそれである。

### 自治体の構成
この町は、公式には25の地区 (Ort) からなる。このうち小集落や孤立農場などを除く集落を以下に列記する。
- ビールドルフ
- デッテンホーフェン
- デッテンシュヴァング
- ディーセン・アム・アンマーゼー
- ラーヒェン
- オーバーミュールハウゼン
- ピッツェスホーフェン
- リーデラウ
- ヴェンゲン

## 歴史

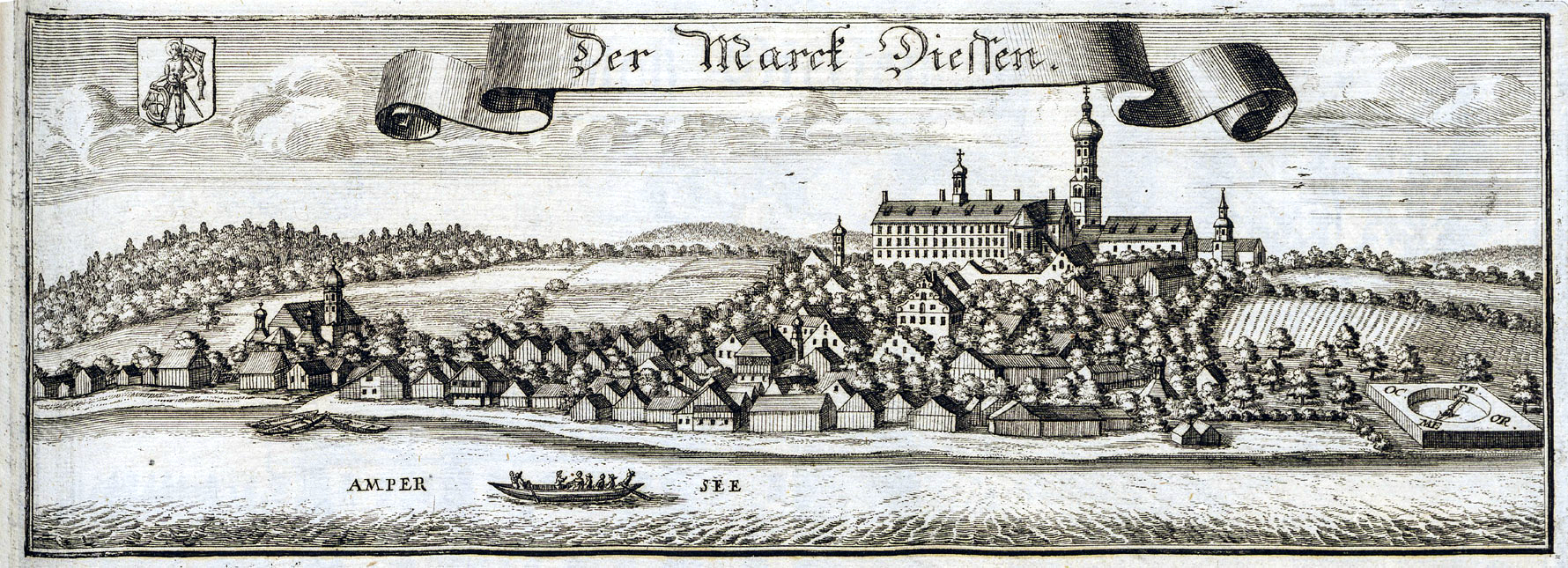
1701年から1726年頃のディーセン

アウグスティノ会修道院はおそらく9世紀にザンクト・ゲオルゲンの集落に建設され、12世紀にアンデクス伯によって再興された。1140年にこの修道院はディーセン地区に移転した。この町は1231年には“civitas”（都市）として記録されているが、自治権はすぐに修道院によって剥奪され、1326年になってやっと市場が開催されている。修道院教会マリア聖堂は1732年から1739年にバロックの建築家ヨハン・ミヒャエル・フィッシャーによって新たに建設された。修道院は1803年の世俗化により廃止され、施設の一部は解体された。残った修道院の建物は第一次世界大戦後、憐れみの女子修道会が獲得した。
バイエルンの行政改革に伴う1818年の市町村令によって現在の自治体の行政組織が成立した。19世紀の終わり頃ディーセンは芸術家の集まる場所となり、工芸運動の中心地となった。1934年にはArbeitsgemeinschaft Diessener Kunst（ADK、ディーセン芸術活動団体）が創設された。

## 行政
町長はザンドラ・ペルツル(Dießener Bürger e.V.)である。彼女は2020年3月29日の町長選挙決選投票で町長に選出された
町議会は24人の議員で構成される。

### 姉妹都市
- ウィンダーミア（イギリス、カンブリア）
- Lomnice nad Lužnicí（チェコ、南ボヘミア州）

## 文化と見所

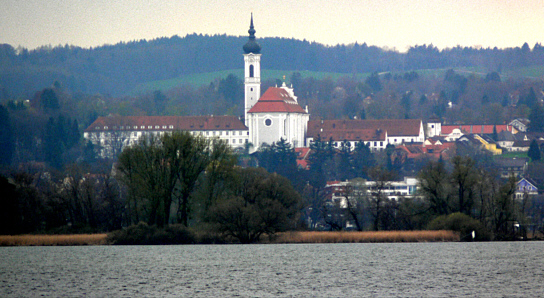
湖から見たディーセン・マリア聖堂

### 見所
1732年から1739年にヨハン・ミヒャエル・フィッシャーが建設したディーセン・マリア聖堂は広く知られており、湖からも良く見える高台の上に建っている。この聖堂は1803年までアウグスティノ会修道参事会の中心地であった。有名なカール・オルフ博物館の展示品も見応えがある。

### スポーツ
この市場町には3つの水浴場の他に、ドイツで最も古く大規模な内陸湖のヨット学校があり、ヨットの貸し出しも行っている。湖岸には大規模なサッカー施設やミニゴルフ場が整備されている。湖にはペダル式ボートもある。さらに湖岸を一周する自転車道や遊歩道（約45km）も楽しめる。

### 定期行事
ディーセンは、毎年キリスト被昇天祭から次の日曜日までの間、湖岸のプロムナードで開催される陶器市で知られている。毎年マリア被昇天祭にはディーセン芸術工芸市が開催される。5月末にはたいてい「泉の祭」が開催される。8月の第2日曜日には「ゼーフェスト（湖祭）の大規模ノミの市」が湖岸で開催される。これはバイエルンで最も人気で最も大規模なノミの市の一つに数えられる。9月の第3日曜日「市の日曜」は湖へ続く絵のようなミュール通りで開催されるイベントである。
さらには、アドヴェントの第1週にマリア聖堂前で開催されるゆったりとしたクリスマス市や「ブリティッシュ週間」といった行事もある。1998年から2年ごとの9月中旬に、姉妹都市のウィンダーミアとの文化・グルメ交流祭が開催されている。

## 人物

### ゆかりの人物
- ヨハン・ミヒャエル・フォイヒトマイヤー（1709年 - 1772年）彫刻家。マリア聖堂の彫刻作品を創作した。
- ロジャー・ケースメント（1864年 - 1916年）アイルランドの自由主義運動家。1915年にリーデラウでに住んだ。
- カール・オルフ（1895年 - 1982年）作曲家、音楽教育者。1955年からザンクト・ゲオルゲンに住んだ。
- イェルク・フーベ（1943年 - 2009年）俳優、演出家、キャバレリスト。子供時代にこの町に住んだ。
- ユリアーネ・バンゼ（1969年 - ）オペラ歌手。夫クリシュトフ・ポッペン（指揮者、ヴァイオリニスト）や子供ともにこの町に住んでいる。

この他、多くの芸術家がディーセンで創作活動を行い、生活した。カール・シュピッツヴェク、ヴィルヘルム・ライベル、フリッツ・ヴィンター、ヘルマン・ニッチュ、エドガー・ライツらである。

## 引用
1. ↑  https://www.statistikdaten.bayern.de/genesis/online?operation=result&code=12411-003r&leerzeilen=false&language=de Genesis-Online-Datenbank des Bayerischen Landesamtes für Statistik Tabelle 12411-003r Fortschreibung des Bevölkerungsstandes: Gemeinden, Stichtag (Einwohnerzahlen auf Grundlage des Zensus 2011)
2. ↑  Bayerische Landesbibliothek Online
3. ↑  “Bürgermeisterstichwahl - Kommunalwahlen 2020 in Markt Dießen am Ammersee - Gesamtergebnis”. 2021年4月4日閲覧。